# Ägyptisches Hallel

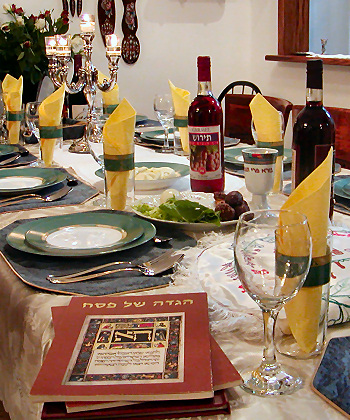
Haggadabücher am Sedertisch

Das Ägyptische Hallel bzw. Pessach-Hallel, auch Hallel Miẓri (hebräisch הלל מחרי) oder Hallel Shalem (hebräisch הלל שלם) genannt, ist ein für das Judentum wichtiges Gebet bzw. Loblied, das aus den sechs Psalmen (hebräisch סֵפֶר תְּהִלִּים sefær təhillîm) 113 –118  des Tanachs besteht. Das Hallel wird an den jüdischen Wallfahrtsfesten Pessach, Schawuot und Sukkot in der Synagoge gesungen, im Familienkreis auch am Sederabend. Es wird „ägyptisch“ genannt, weil es an das erste Pessachfest der Israeliten in Ägypten erinnert, als Gott das Volk Israel aus der Sklaverei der Ägypter befreite (vgl. 2 Mos 12 ).
Das Ägyptische Hallel besteht aus Hymnen und Dankliedern und wird gerahmt von den akrostichischen Weisheitspsalmen Ps 111 , Ps 112  und Ps 119 .
Das Ägyptische Hallel ist nicht zu verwechseln mit dem Großen Hallel, (hebräisch הלל הגדול Hallel ha-gadol) (Ps 136 ) oder dem Kleinen Hallel (Schluss-Hallel) des Psalmenbuches (Ps 146 –150 ).
Es wird vermutet, dass das „Loblied“, das Jesus und seine Jünger (in Mt 26,30  und Mk 14,26 ) gesungen haben, sich auf dieses Hallel bezieht.

## Komposition
Die Psalmenkomposition 113–118 ist eingebettet im fünften Teil des Psalmenbuches in die Psalmenfolge Ps 107–136, in der das Programm und die Verwirklichung der nachexilischen Wiederherstellung Israels gezeichnet wird. Gerahmt wird 113–118 durch die beiden Zwillinge Ps 111/112 sowie den Ps 119. Zwei Dreiergruppen (Ps 113–115 und Ps 116–118) bilden je einen Kompositionsbogen. Die hymnischen Ps 113–115 sind theozentrisch-monotheistisch akzentuiert. Ps 116–118 (Dank-Lobpreis-Dank) betonen universalistisch die göttliche Rettung der Armen und Unterdrückten sowie die Konstituierung einer Gemeinschaft der Gerechtigkeit, durch die die Göttlichkeit JHWHs offenbar wird. In ihrer Programmatik erinnern die Ps 113–118 an die Psalmengruppe 93–100, mit der zahlreiche Gemeinsamkeiten bestehen. Theologisch ist Ps 113-118 von 2 Mos 15  und von Jes 12, Jes 24-27  sowie Jes 40-55  beeinflusst.

## Datierung
Bei der Komposition des Hallel wird wegen der literarischen Bezüge (Jes 12  und Jes 40-55 ) von einer nachexilischen Datierung (um 400 v. Chr.) ausgegangen. Die Psalmen 114 und 117 sind eigens für die Komposition des Hallel geschaffen worden.

## Sitz im Leben
Wegen der liturgischen Prägung der Komposition geht man bei Ps 113-118 von einer von Tempelsängern erstellten Kantate aus, die bei den großen Wallfahrtfesten (Pessach, Schawuot, Sukkot) im Chor gesungen wurde. Heute wird das Ägyptische Hallel bei der familiären Pessach-Feier gesungen, weshalb man auch vom Pessach-Hallel spricht.